# Cisterne romane di Fermo
Le Cisterne Romane sono un sito archeologico della città di Fermo.

## Storia e descrizione
Le cisterne si trovano sotto la via Paccarone e parzialmente sotto l'ex convento di monaci domenicani adiacente alla Chiesa di San Domenico, al di sotto di un'area dove in età romana sorgeva probabilmente il foro. L'ingresso alla struttura è stato ricavato in età moderna da via degli Aceti, passaggio realizzato in concomitanza con la costruzione del convento nel 1210, ma oggi vi si accede dall'adiacente Museo Civico Archeologico, sito all'interno del convento domenicano. L'unica scala di epoca romana è visibile solo dall'interno della struttura, ma la sua uscita è stata in epoca recente murata.
Datata convenzionalmente intorno al 40 d.C., in base alla presenza su una parete di un frammento di tegola con il timbro di un costruttore che operava in quegli anni (vedi CLODI AMBROSI), potrebbero invece risalire alla fine del I secolo A.C. La struttura sotterranea è di circa 2200 metri quadri, dimensione unica in Italia, ed è composta da trenta camere disposte su tre file parallele, in cui si raccoglieva l'acqua piovana per la distribuzione cittadina. Ancora fino al 1980 sei sale venivano usate per la raccolta dell'acqua destinata al consumo cittadino, con approvvigionamento di acque provenienti dalle sorgenti dei monti Sibillini. Le altre sale vennero ripulite già intorno al 1960 dai detriti accumulati nei secoli che avevano reso l'accesso a molti ambienti impossibile, rivelando una struttura praticamente intatta dopo 2000 anni.
Attualmente le Cisterne costituiscono una delle migliori tracce della permanenza romana a Fermo. Del sito colpiscono le dimensioni notevoli e l'ottimo stato di conservazione della struttura. All'interno degli ambienti si possono notare le tecniche costruttive in opus caementicium delle murature perimetrali, le tracce dell'intonaco impermeabile detto opus signinum che coprono una zoccolatura di circa 70 cm e i mattoni utilizzati per dividere le sale con la tecnica denominata a sacco. Sono ancora visibili 15 pozzetti di aerazione e ispezione, i canali di scolo per la depurazione e le due tubature in piombo di diversa dimensione che permettevano la distribuzione dell'acqua attraverso le fontane della città.
Tutte le camere sotterranee sono accessibili e ben praticabili.

## Piccole cisterne romane
Una costruzione analoga, dello stesso uso, coeva ed altrettanto ben conservata, ma di minori dimensioni, si trova all'ingresso di Piazza del Popolo, a poche centinaia di metri di distanza dalle Cisterne, ma ad un livello altimetrico superiore. Attualmente questa struttura è conosciuta con il nome di Piccole cisterne e su di essa poggia parte del Palazzo comunale.
Altre due piccole camere ora non visibili si trovano sulla collina del Girfalco, nei pressi dell'abside del Duomo, probabilmente costruite per la raccolta dell'acqua a servizio dell'antico tempio dedicato a Giove Optimo Maximo.

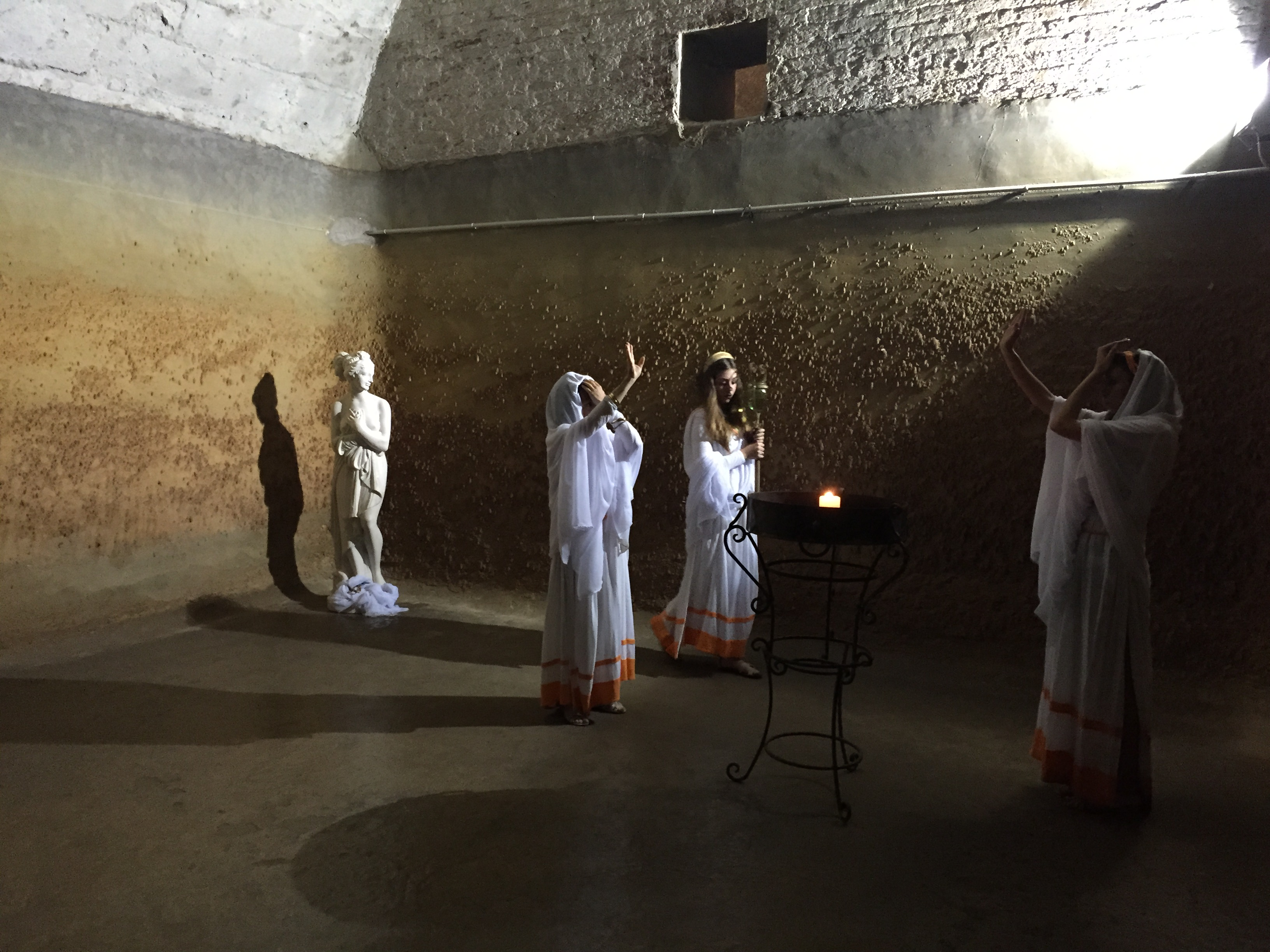

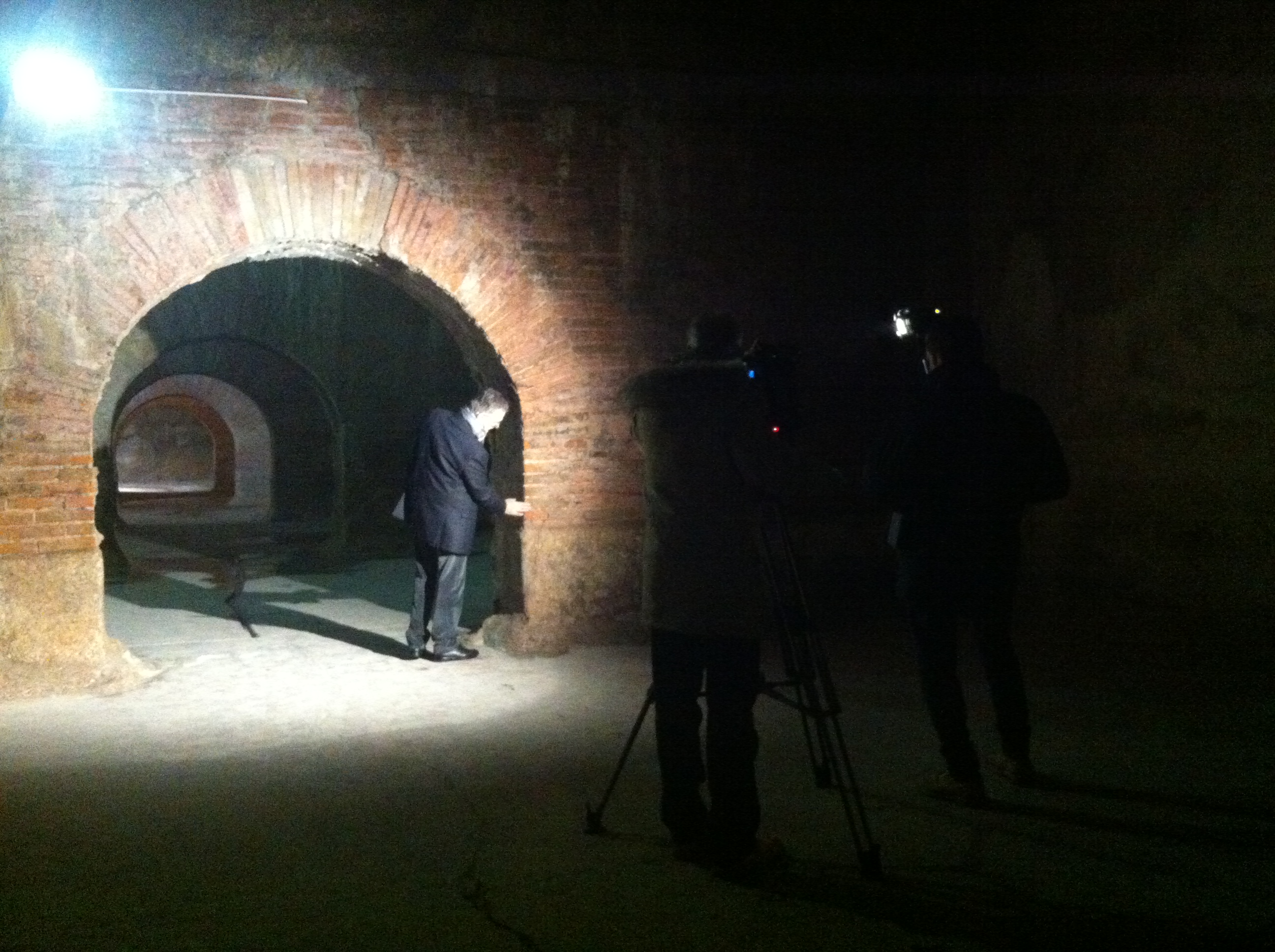
Cisterna romana in Fermo, nelle Marche.
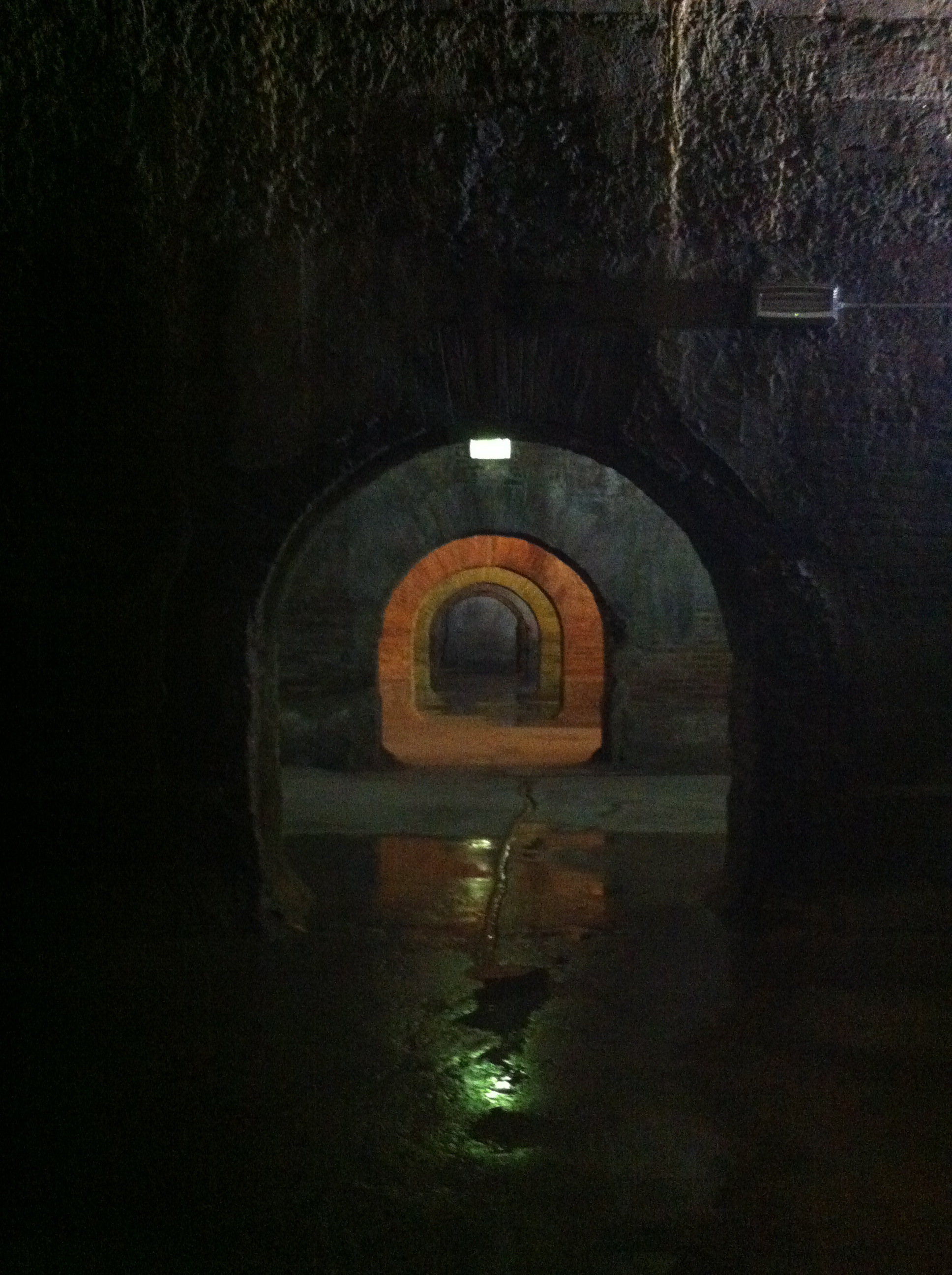
Cisterne romane a Fermo
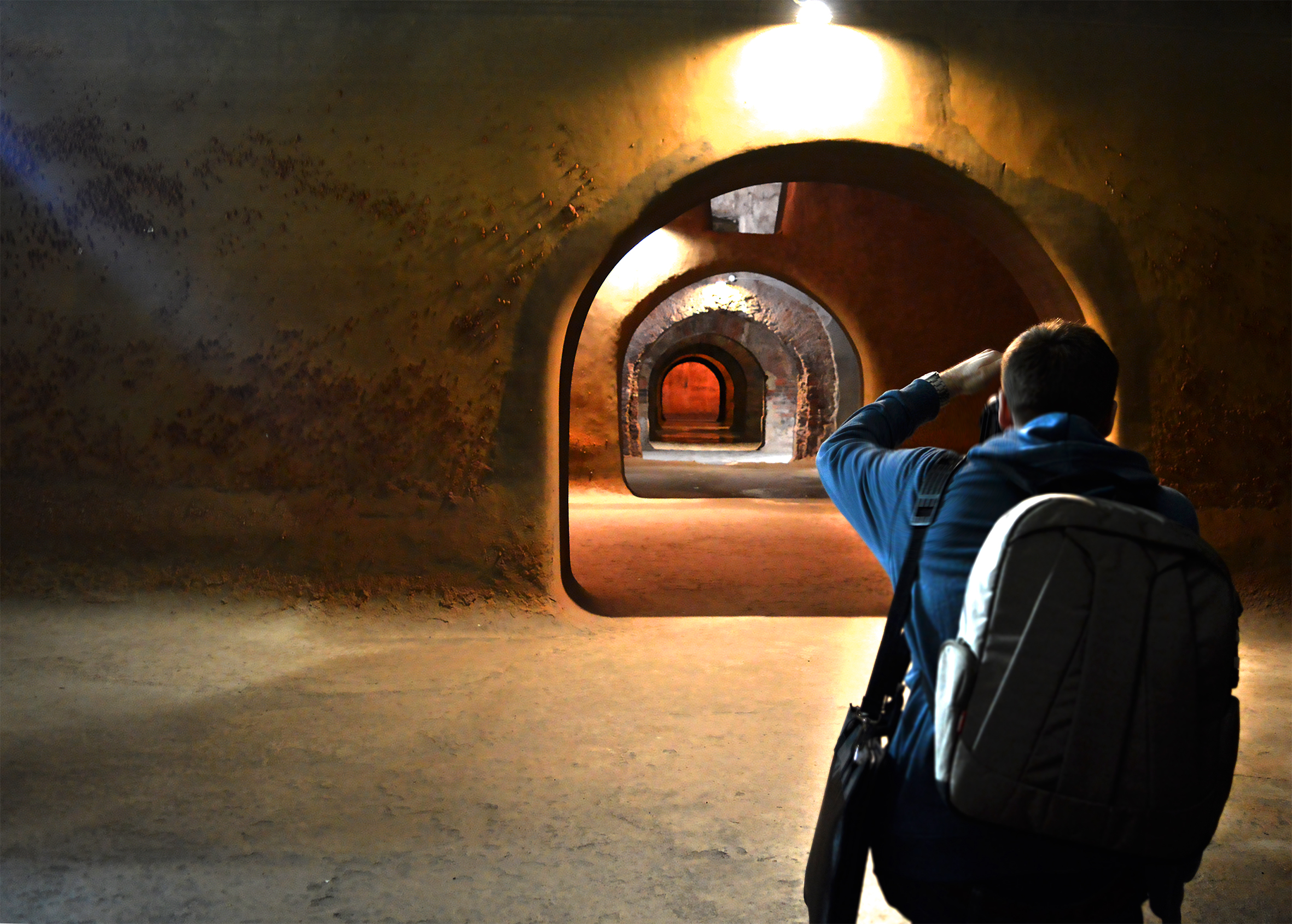
Le grandi cisterne romane di Fermo. Alcune delle stanze sono visitabili dai turisti.
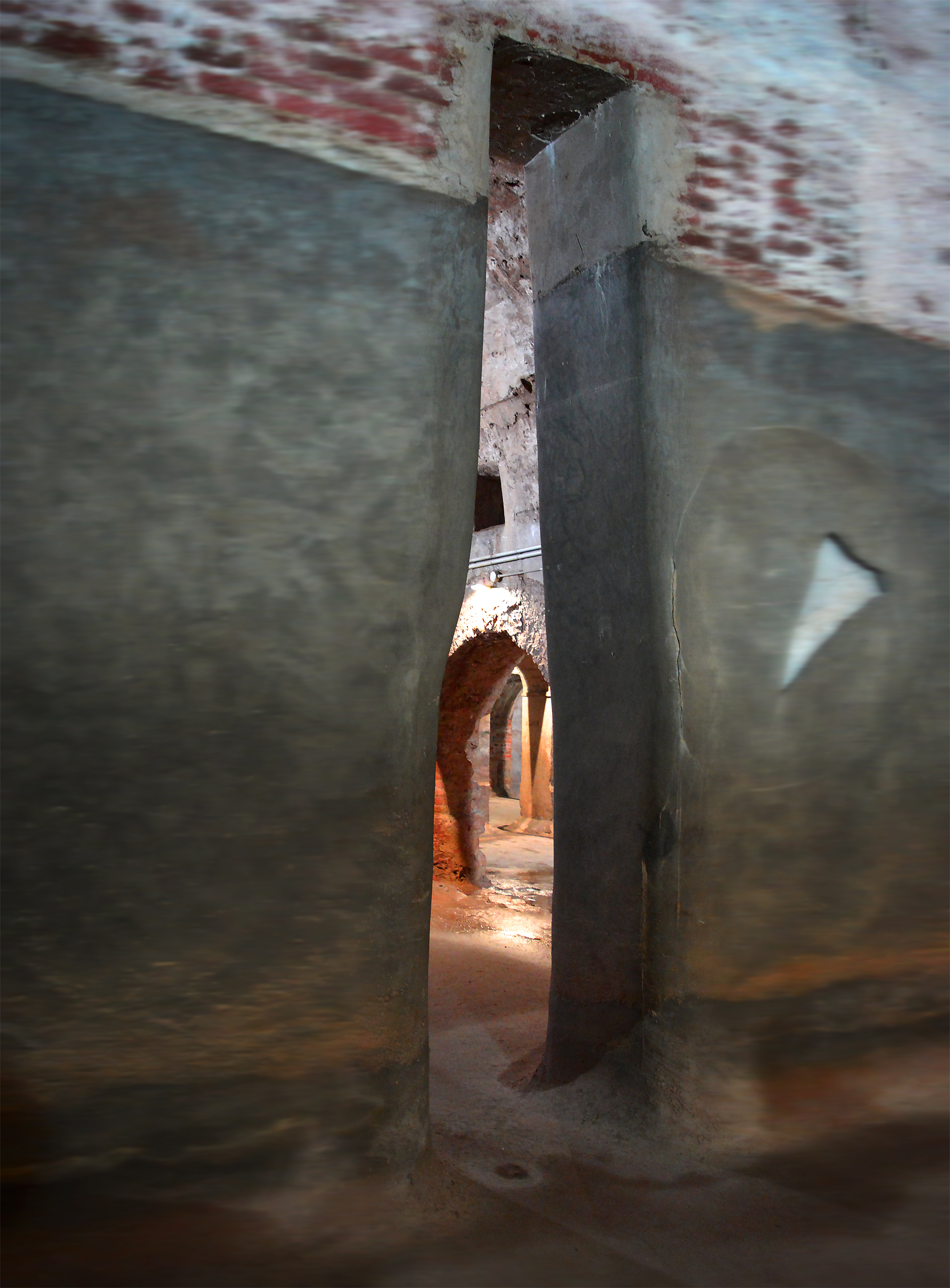
Le grandi cisterne romane di Fermo.